# آلتوس (آرکانزاس)
آلتوس (آرکانزاس) (به انگلیسی: Altus, Arkansas) یک شهر در ایالات متحده آمریکا با جمعیت ۸۱۷ نفر است که در آرکانزاس واقع شده‌است.

## موقعیت جغرافیایی
موقعیت جغرافیایی شهرها و مناطق اطراف به شرح زیر است: